# Aechmea 'Distibachii'
Aechmea 'Distibachii' es un  cultivar híbrido del género Aechmea perteneciente a la familia  Bromeliaceae.
Es un híbrido creado antes del año 1982 con las especies Aechmea distichantha x Aechmea weilbachii